# Uru
Uru (Uro; pl. Urus, Uros), indijanski narod porodice Uru-Chipaya, i mogući ogranak Velike porodice Arawakan, naseljeni na plovećim otocima na jezeru Titicaca na granici Bolivije i Perua.
Urosi žive na oko četrdesetak otoka, a na većim, Toranipata, Huacavacani, Santa María, Paraíso, Pacha Mama, Taquile, Tupiri, živi oko 30 do 50 ljudi, u kućama od totore. Od ove biljke koja raste na obalama jezera Titicaca građeni su i njihovi ploveći otoci, njihove kuće i njihova plovila poznata pod imenom balsa. Alcide d' Orbigny je 1830. procijenio da ih je oko 1.000. Alfred Métraux je 1927. nabrojao manje od stotinu Urosa. Od ovog broja 1950. je doktor Vellard pronašao tek dvanaestoricu čistokrvnih. Današnji Urosi mješanci su Urosa, Aymara i Quechua. 
Jezero Titicaca na kojem živi pleme Uru, površine oko 8,000 četvornih kilometara, te dužinom od 160 kilometara i širine oko 60 kolimetara, dom je plemena čija se prapostojbina i podrijetlo ne zna. Bertrand Flornoy (1910. Pariz - † 25. travanj 1980), smatra ih jednim od najzapadnijih Arawaka. Oni sebe smatraju najstarijim narodom na svijetu, te da su nastali od mulja jezera Titicaca, u ono vrijeme kada ga je prvi puta sunce obasjalo. Prema jednoj drugoj predaji, Uru Indijance dopremio je poglavica Tacuilla s obale Pacifika, kao robove na područje jezera Titicaca. Ovdje su se oni prilagodili životu na jezeru, živeći od bogatstava koje je ono nudilo, to su riba i trska-totora.

## Vanjske poveznice
- Uros Indians
- The End of the Uros  Arhivirana inačica izvorne stranice od 27. rujna 2007. (Wayback Machine)